# 매클로린의 부등식
매클로린의 부등식(Maclaurin's inequality, -不等式)은 스코틀랜드의 수학자인 콜린 매클로린이 제시한 부등식이다. 뉴턴의 부등식과 비슷한 형태를 하고 있으나 상호 함의 관계는 없다.

## 공식화
뉴턴의 부등식에서와 같은 기본대칭평균 개념을 이용하여, 임의의 음이 아닌 실수 {\displaystyle a_{1},a_{2},...,a_{n}} 에 대하여 이 기본대칭평균을 {\displaystyle S_{0},S_{1},...,S_{n}} 이라 할 때 매클로린의 부등식은 다음과 같이 공식화할 수 있다.
- {\displaystyle S_{1}\geq {\sqrt {S_{2}}}\geq {\sqrt[{3}]{S_{3}}}\geq ...\geq {\sqrt[{n}]{S_{n}}}.}

## 같이 보기
- 뉴턴의 부등식
- 뮤어헤드의 부등식

## 참고 문헌
- 류한영 외, 《한국수학올림피아드 바이블 2》, 도서출판 세화, 2008